# 3-甲基-2-戊酮
3-甲基-2-戊酮（甲基仲丁基酮）是一种脂肪酮，为2-己酮的异构体，被用作溶剂，也可作为合成的中间体。其工业重要性很低。
在碱催化下，丁酮和乙醛发生羟醛缩合反应，生成4-羟基-3-甲基-2-戊酮，在酸催化下脱水生成3-甲基-3-戊烯-2-酮，接着用钯催化剂催化加氢，得到3-甲基-2-戊酮。